# Ấu trùng

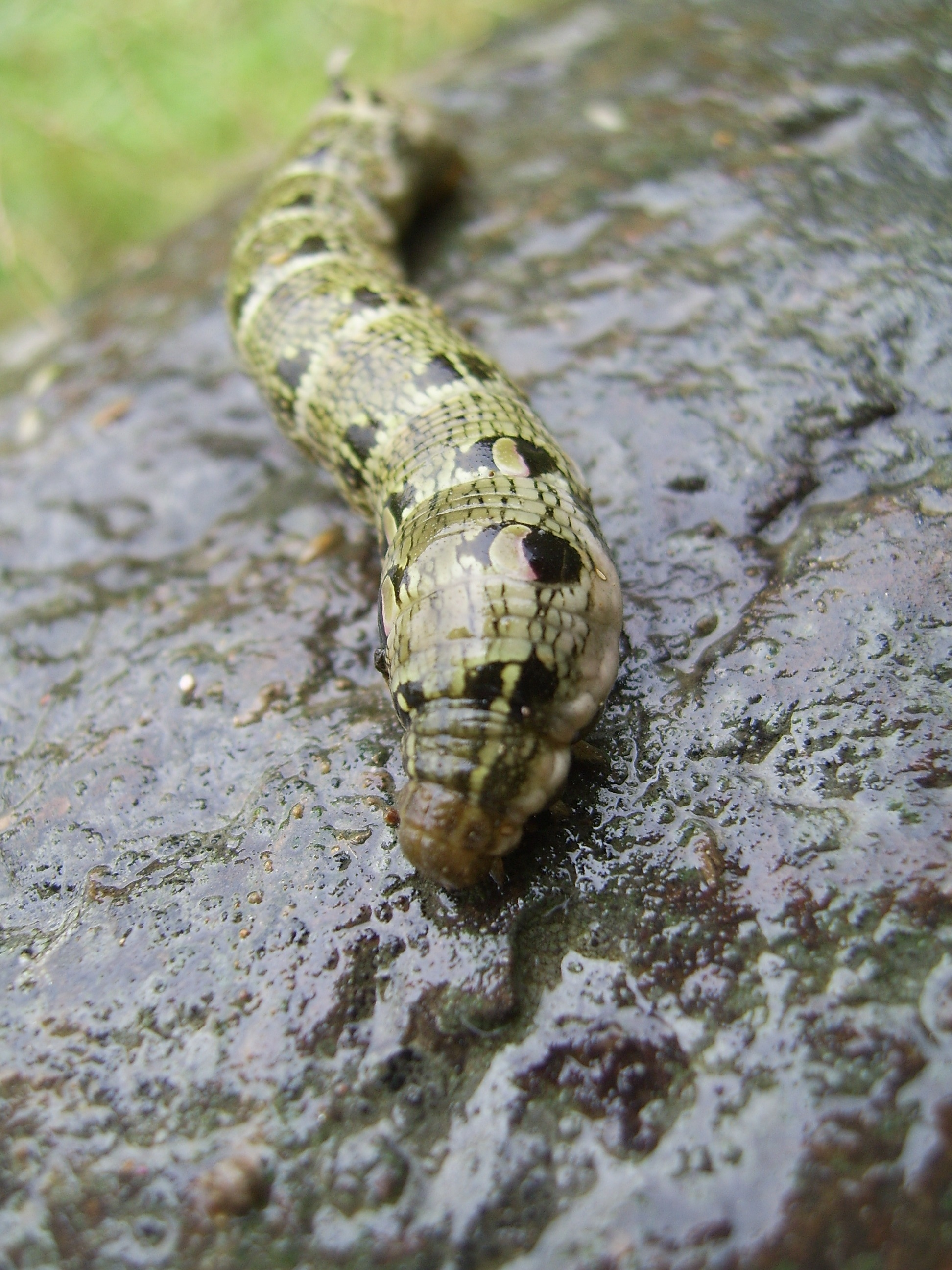
Một con sâu bướm

Một ấu trùng là một dạng chưa trưởng thành của động vật với hình thức phát triển, trải qua biến thái (chẳng hạn như: loài côn trùng, loài lưỡng cư).
Động vật trong giai đoạn ấu trùng sẽ tiêu thụ thức ăn để cung cấp năng lượng cho quá trình chuyển đổi sang dạng trưởng thành. Ở một số sinh vật như polychaete và barnacles, thành trùng bất động nhưng ấu trùng của chúng di động và sử dụng dạng ấu trùng di động để tự phân bố.
Một số ấu trùng phụ thuộc vào con trưởng thành nuôi dưỡng chúng. Ở nhiều loài động vật ăn thịt Hymenoptera, ấu trùng được các con thợ cho ăn. Ở loài Ropalidia marginata con đực cũng có khả năng cho ấu trùng ăn nhưng chúng kém hiệu quả hơn nhiều, dành nhiều thời gian hơn và nhận ít thức ăn hơn cho ấu trùng.
Ấu trùng có thể có bề ngoài khác hẳn với lúc trưởng thành, ví dụ một con sâu bướm khác với một con bướm. Ấu trùng thường có những cơ quan đặc biệt mà lúc lớn chúng không có. Ấu trùng một số loài có thể dậy thì mà không phát triển thành con lớn (ví dụ loài sa dông). Người ta thường lầm tưởng rằng hình thái ấu trùng phản ánh lịch sử tiến hóa của nhóm. Có thể trong vài trường hợp thì đúng nhưng giai đoạn ấu trùng đã tiến hóa thứ cấp như trong gia đoạn côn trùng.  Trong những trường hợp này kiểu ấu trùng có thể khác với nguồn gốc thông thường của nhóm nhiều hơn hình dạng con trưởng thành.

## Tên gọi của một vài loại ấu trùng
| Loài vật                        | Tên ấu trùng     |
| ------------------------------- | ---------------- |
| Hydrozoan                       | Planula          |
| Trai nước ngọt                  | Glochidium       |
| Nhiều loài Giáp xác             | Nauplius         |
| Decapoda                        | Zoea             |
| Bướm, Bướm đêm                  | Sâu bướm         |
| Bọ cánh cứng                    | Giòi, Triangulin |
| Ruồi                            | Giòi             |
| Muỗi                            | Bọ gậy           |
| Ong                             | Schadon          |
| Chuồn chuồn                     | Thiếu trùng      |
| Cá (nói chung)                  | Cá bột           |
| Cá mút đá                       | Ammocoete        |
| Lươn                            | Leptocephalus    |
| Lưỡng cư                        | Nòng nọc         |
| Một vài loài Thân mềm, Annelids | Trochophore      |

## Một vài hình ảnh ấu trùng

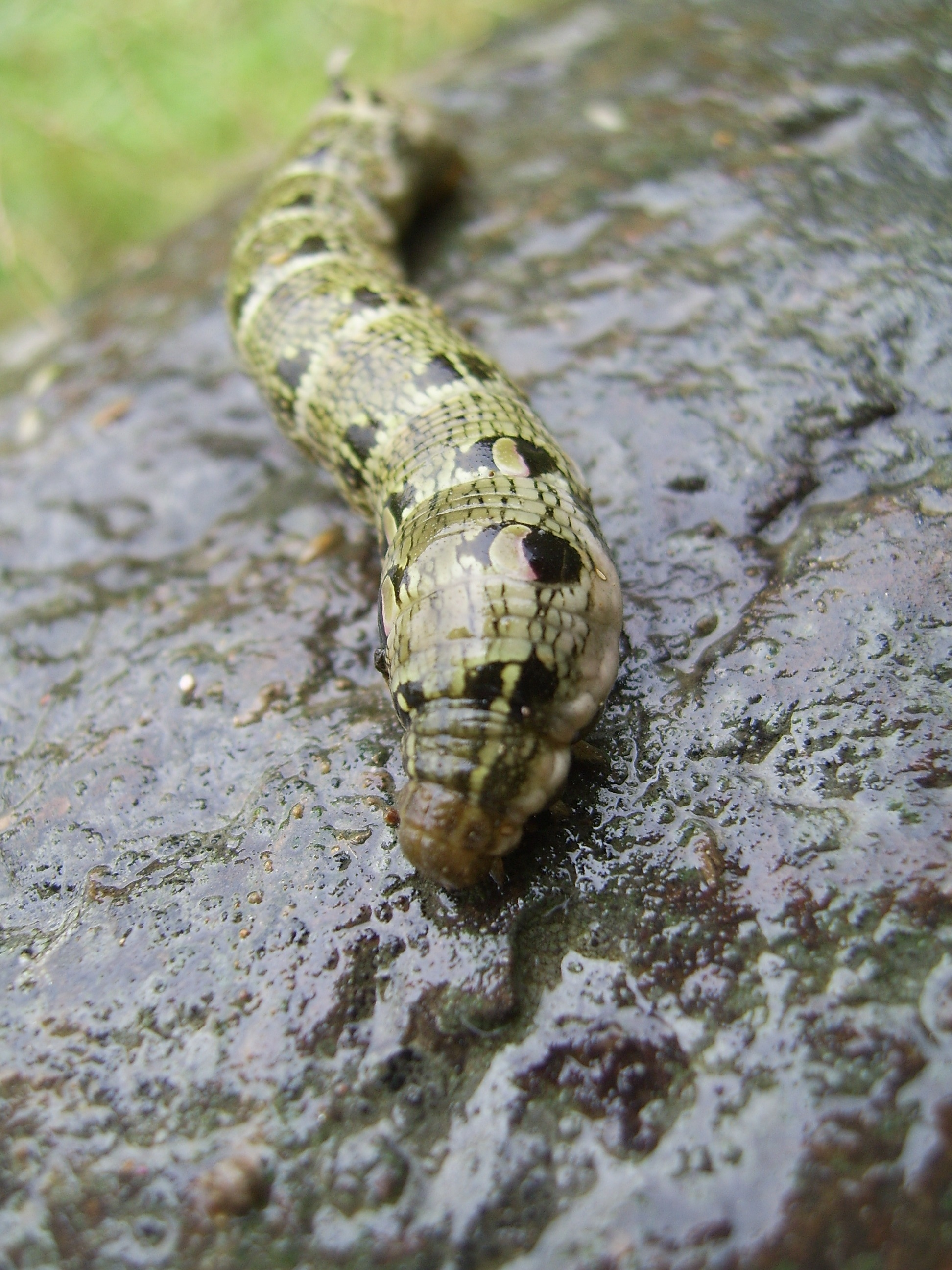
Sâu bướm
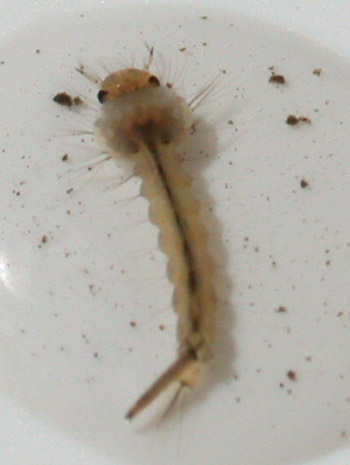
Bọ gậy
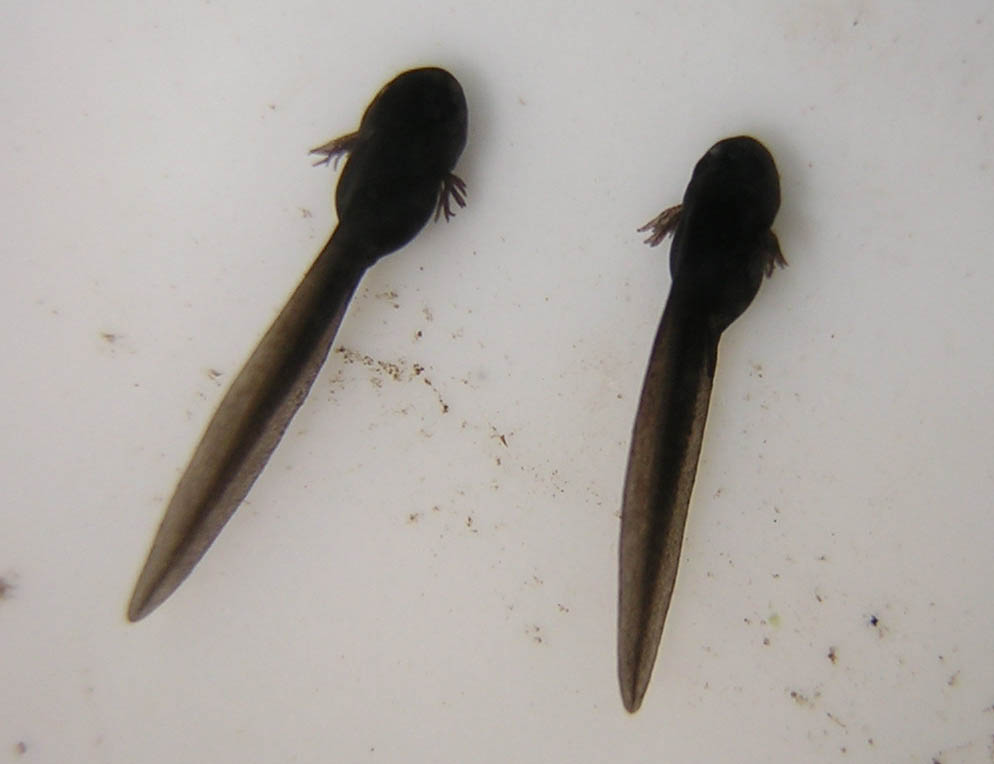
Nòng nọc
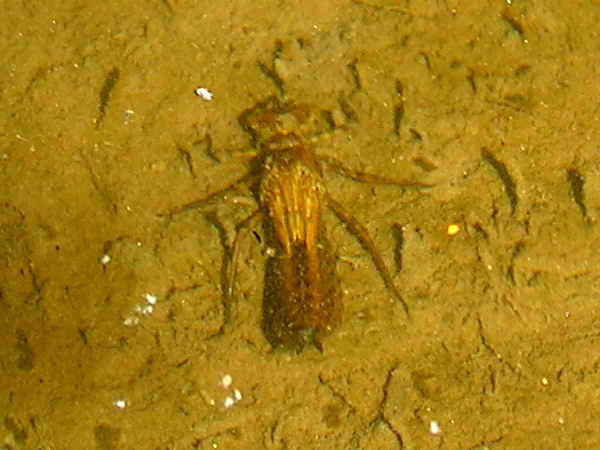
Thiếu trùng chuồn chuồn
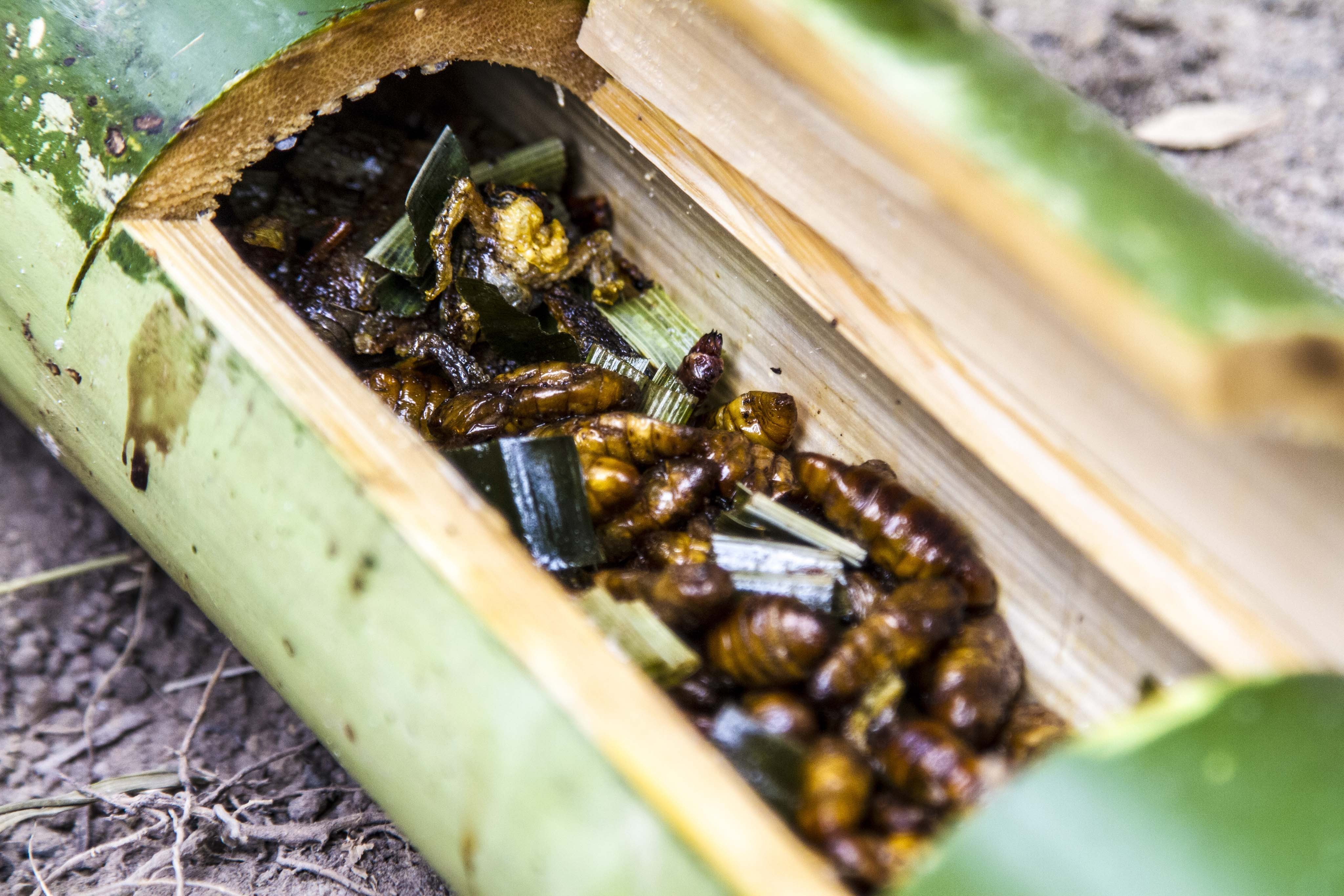
Ấu trùng bọ làm thức ăn
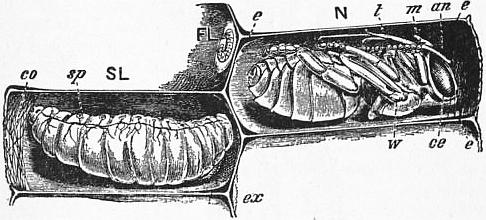
Schadon Ong ( bên trái )